# Támoga
Támoga (llamada oficialmente San Xiao de Támoga) es una parroquia española del municipio de Cospeito, en la provincia de Lugo, Galicia.

## Otras denominaciones
La parroquia también es conocida por el nombre de San Xulián de Támoga.

## Organización territorial
La parroquia está formada por seis entidades de población:

### Entidades de población
Entidades de población que forman parte de la parroquia:
- Cruz (A Cruz)
- Escoleira (A Escoleira)
- Salgueiro (O Salgueiro)
- Toiral
- Torrillón

### Despoblado
Despoblado que forma parte de la parroquia:
- Brozhermo (Brocermo)

## Demografía
| Gráfica de evolución demográfica de Támoga entre 2000 y 2019 |
|                                                              |
| Datos según el nomenclátor publicado por el INE.             |